# Константин II (король Шотландии)
Константин II (гэльск. Causantín mac Áeda, англ. Constantine II; умер в 952) — король Альбы (Шотландии) (900—943).

## Биография
Константин II, сын короля Эда Белоногого, получил престол Шотландии в 900 году после гибели короля Дональда II. В 903 году викинги в очередной раз захватили Данкелд и разграбили большую часть Шотландии. Константин смог дать им отпор и на следующий год разбил их у Стратерна. Позже Константин ещё дважды побеждал викингов: в 915 году у Корбриджа и в 918 году у Тайнмора.
В 934 году король Англии Этельстан напал на Шотландию с моря и разграбил её. В 937 году Константин II попытался взять реванш и вместе с союзниками напал на Англию, но в сражении при Брунанбурге был разбит. В битве погиб сын Константина.
Константин II известен как реформатор пиктской церкви, приблизивший её к ирландским канонам. В 906 году при его поддержке епископ Сент-Андруса Келлах I провёл церковный собор в Скуне.
В 943 году Константин II отрёкся от престола в пользу двоюродного племянника Малькольма I и ушёл в находившуюся в Сент-Андрусе обитель кулди.

## В кино
- Является действующим лицом пятого сезона телесериала «Последнее королевство» (2022), где роль его исполняет Род Халлет.